# Municipio de Kantunil
El Municipio de Kantunil es uno de los 106 municipios del estado mexicano de Yucatán. Su cabecera municipal es la localidad homónima de Kantunil.

## Toponimia
Kantunil en lengua maya significa Lugar de piedras amarillas o pedregal de este color, por derivarse del vocablo Kan, amarillo y Tun,  Tunil, que significa piedra o pedrerío. El vocablo Kan también denomina algo bueno, precioso. En ese sentido sería entonces Kantunil, piedra preciosa.

## Colindancias
El municipio de Kantunil está ubicado en el centro geográfico del estado de Yucatán. Limita con los siguientes municipios: al norte con Sudzal e Izamal, al sur con Sotuta, al oriente con Sudzal y al poniente con Huhí, Sanahcat y Xocchel.

## Datos históricos
Pocos datos historiográficos existen sobre Kantunil, aunque se sabe que el asentamiento fue anterior a la conquista de Yucatán.
- 1588: Es en este año cuando aparece la primera referencia escrita al lugar en relación con los recorridos por la región que hizo el franciscano fray Alonso Ponce.
- 1824: Nace en la cabecera municipal Agustín O’Horan, militar, teniente coronel, participante en la guerra de Castas y perteneciente a las tropas estatales.
- 1910: Kantunil se integra al Partido de la Costa, demarcación administrativa de la que fue cabecera Izamal.

## Economía
Las actividades económicas preponderantes del municipio son la agricultura y la ganadería. En la primera sobresale el cultivo del maíz y del frijol. Se siembra algo de henequén y se practica la horticultura.
Por cuanto a las actividades pecuarias, se da en el municipio la cría de bovinos y de porcinos, así como la avicultura.
Se practica en el municipio la confección de ropa típica, cestería de palma, bejuco y carrizo.

## Atractivos turísticos
- En la cabecera municipal se encuentra la iglesia (católica) de la Candelaria, construida en el siglo XVII.
- Hay en el municipio un sitio pequeño pero de gran valor arquitectónico conteniendo vestigios arqueológicos de la cultura maya llamado Colobá.
- Del 31 de enero al 4 de febrero, se llevan a cabo las fiestas en honor de la Virgen de la Candelaria, patrona del municipio, con actos religiosos, rosarios, gremios, procesiones y bailes populares.